# ジェフ・ブライアント
ジェフ・ブライアント（Jeff Bryant 1960年5月22日- ）は、ジョージア州アトランタ出身のアメリカンフットボール選手。ポジションはディフェンシブラインマン。NFLのシアトル・シーホークスで1982年から1993年まで12シーズンプレーした。

## 経歴
クレムソン大学ではディフェンシブエンドとしてプレーした。1981年にチームは全米チャンピオンになった。
1982年のNFLドラフト1巡全体6位でシアトル・シーホークスに指名されて入団、1993年までの12シーズンで63サック、11ファンブルリカバー、1インターセプトをあげる活躍を見せた。また彼の在籍中にチームはプレーオフ初勝利をあげている。
1980年代にブライアントとチームメートのジェイコブ・グリーン（1980年-1992年）、ジョー・ナッシュ（1982年-1996年）は、NFLのディフェンシブラインの中でも屈指の存在であった。